# Impasse du Labrador
Pour les articles homonymes, voir Labrador (homonymie).
L’impasse du Labrador est une voie du 15e arrondissement de Paris.

## Situation et accès
Elle débute au no 5 rue Camulogène et se termine en impasse.

Quelques vues de l'impasse
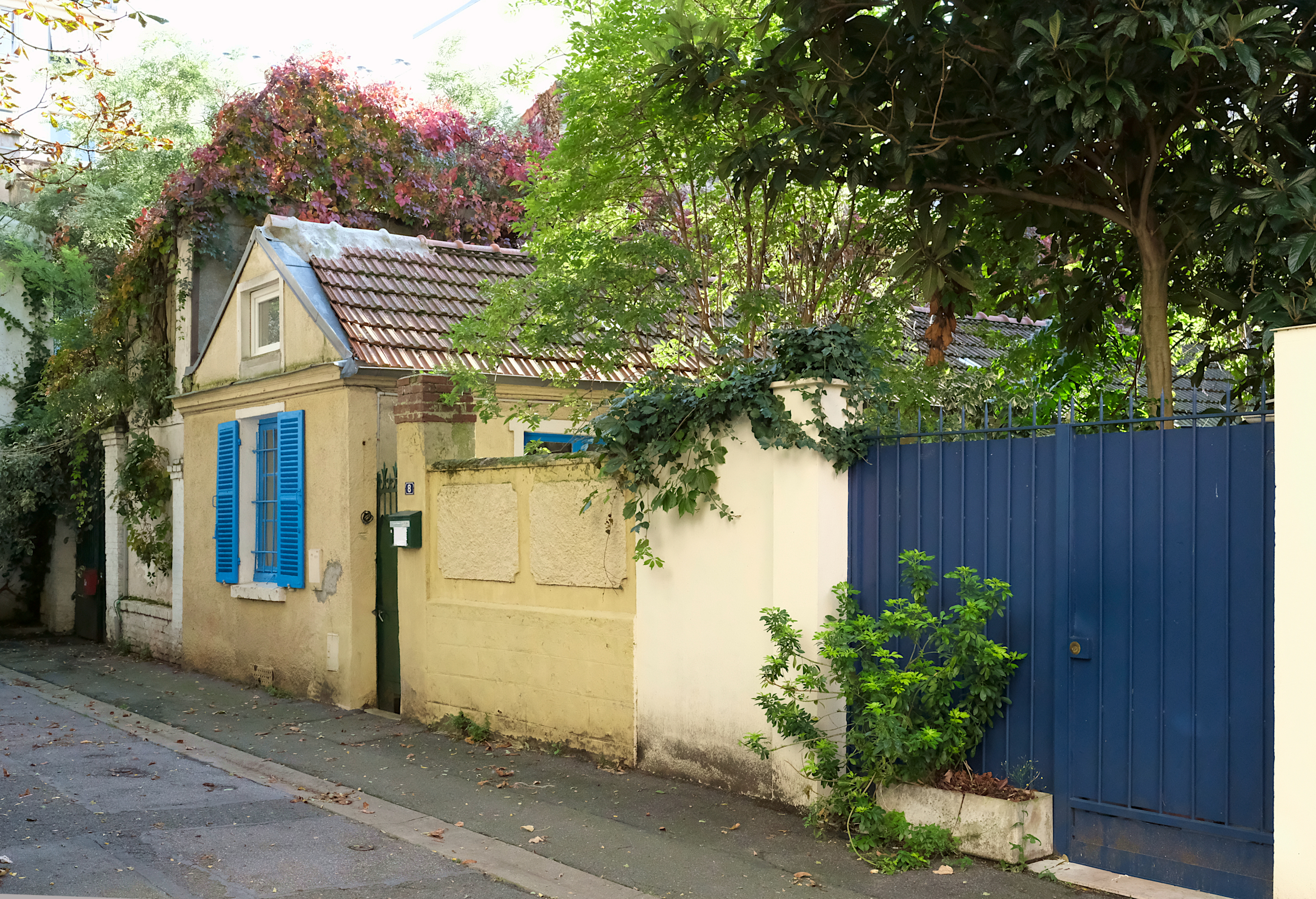
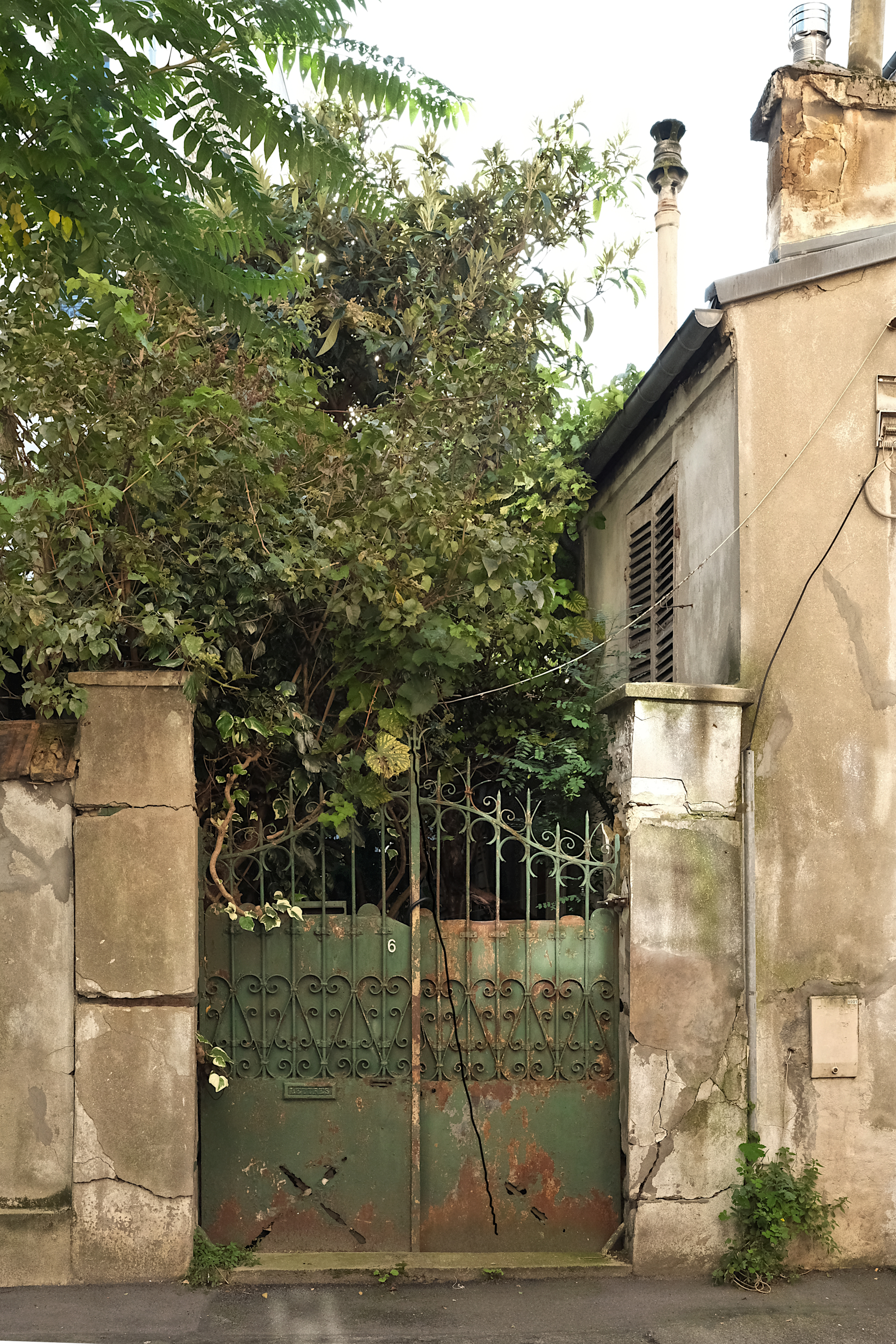
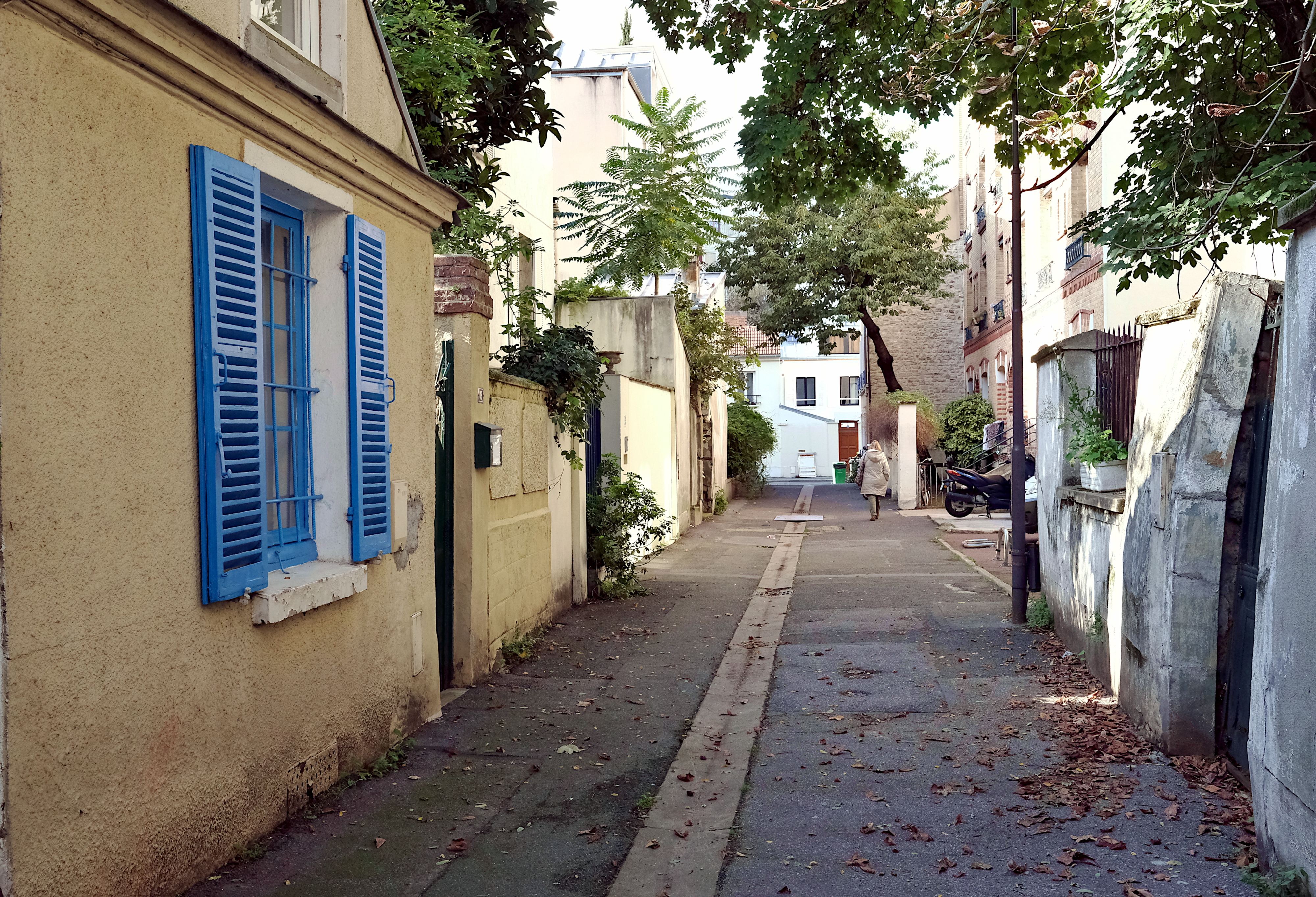

## Origine du nom
Elle porte le nom du Labrador, région continentale de la province canadienne Terre-Neuve-et-Labrador.

## Historique
Cette impasse a été créée et a pris sa dénomination actuelle vers 1850 par le promoteur philanthrope Alexandre Chauvelot, comme partie du village de l'Avenir, qui avait formé un groupement d'habitations appelé la Nouvelle Californie au territoire de la future commune de Malakoff.